# Massarilatzelia dugopoljica
Massarilatzelia dugopoljica – gatunek dwuparca z rzędu Chordeumatida i rodziny Heterolatzeliidae, jedyny z monotypowego rodzaju Massarilatzelia.
Gatunek i rodzaj opisane zostały w 2011 roku przez Makarova i Rađę. Materiał typowy odłowiono w latach 1980–1981 w jaskini Kraljeva Peć, we wsi Dugopolje, od której nazwy pochodzi epitet gatunkowy. Nazwa rodzajowa pochodzi od Massarum, łacińskiej nazwy góry Mosor, u stóp której znajduje się jaskinia.
Dwuparzec ten ma ciało z 29 pleurotergitami, u holotypowego samca o długości 15,1 mm, a u allotypowej samicy długości 21,1 mm. Prozonity oraz spody metazonitów są żółtawe, zaś wierzch metazonitów brązowawy. Głowa ma po 20–22 oczu prostych na każdym polu ocznym, ustawionych w 4 lub 5 pionowych rzędów. Warga górna ma rząd 10–12 szczecinek brzeżnych i 4 szczecinki nadwargowe. Gnatochilarium ma trójkątny przedbródek, po 5–6 szczecinek szczytowych i środkowych oraz 14–15 drobnych szczecinek nasadowych na pieńkach i po 5 szczecinek na lamellae linguales. Sześć makroskopowych szczecinek osadzonych jest na węższym od głowy collum. Przednie i środkowe pierścienie ciała mają boczne kile metazonitów dość małe, zanikające na pierścieniach 28–29. Odnóża są od 1,23 do 1,61 dłuższe niż wysokość środkowej części ciała, a papille obecne są na stopach par od trzeciej do siódmej. Samiec charakteryzuje się tylnymi gonopodami z wyraźnymi koksytami i jajowatymi lub prawie jajowatymi wierzchołkowymi częściami oszczecinionymi. Przednie jego gonopody mają natomiast masywne, pazurkokształtne angiokoksyty, prawie czworokątnego lub jajowatego kształtu kolpokoksyty oraz grzebykowate wyrostki kaudalne. Samice cechują oszczecinione pola po obu stronach wieczka płciowego oraz guzkowane, tylko po bokach oszczecinione i nieco spłaszczone od strony grzbietowej torebki kopulacyjne.
Wij ten jest troglofilem i prawdopodobnie endemitem środkowej Dalmacji w Chorwacji. Dotąd znany jedynie z lokalizacji typowej w jaskini Kraljeva Peć.